# Сеад Шеховић
Сеад Шеховић (Бијело Поље, СФРЈ 22. август 1989) је црногорски кошаркаш. Игра на позицији бека. Његов старији брат Суад се такође бави кошарком.

## Успеси

### Клупски
- Будућност:
  - Јадранска лига (1): 2017/18.
  - Првенство Црне Горе (7): 2007/08, 2008/09, 2009/10, 2010/11, 2015/16, 2016/17, 2018/19.
  - Куп Црне Горе (8): 2008, 2009, 2010, 2011, 2016, 2017, 2018, 2019.
- МЗТ Скопље:
  - Првенство Македоније (2): 2013/14, 2014/15.
  - Куп Македоније (1): 2014.

### Појединачни
- Најкориснији играч финала Првенства Македоније (1): 2014/15.